# Ariosoma selenops
Ariosoma selenops és una espècie de peix pertanyent a la família dels còngrids.

## Hàbitat
És un peix marí i demersal que viu entre 348 i 549 m de fondària.

## Distribució geogràfica
Es troba a l'Atlàntic occidental central: el nord de Sud-amèrica.

## Observacions
És inofensiu per als humans.